# Bucov
Bucov est une commune roumaine du județ de Prahova, dans la région historique de Valachie et dans la région de développement du Sud.

## Géographie
La commune de Bucov est située dans le centre du județ, en Munténie (Grande Valachie), sur la rive gauche de la rivière Telejen, dans la plaine valaque, à 5 km à l'est de Ploiești, le chef-lieu du județ, don telle est un faubourg.
Le climat de Bucov est un climat continental avec une température moyenne annuelle de +10 °C et des précipitations annuelles de 640 mm. En hiver, la température moyenne est de −2 °C.
La municipalité est composée des cinq localités suivants (population en 1992) :
- Bighiliu ;
- Bucov (4 387), siège de la municipalité ;
- Chițorani (1 146) ;
- Pleașa (4 434) ;
- Valea Orlei (148).

## Histoire
Bucov a fait partie entre 1781 et 1845 du județ de Săcuieni qui fut démantelé à cette date et partagé entre le județ de Prahova nouvellement créé et le județ de Buzău.

## Politique
| Parti | Parti                                                 | Sièges |
| ----- | ----------------------------------------------------- | ------ |
|       | Parti national libéral (PNL)                          | 11     |
|       | Parti social-démocrate (PSD)                          | 3      |
|       | Alliance des libéraux et démocrates (ALDE)            | 2      |
|       | Union nationale pour le progrès de la Roumanie (UNPR) | 1      |

## Religions
En 2002, la composition religieuse de la commune était la suivante :
- Chrétiens orthodoxes, 96,44 % ;
- Adventistes du septième jour, 2,06 % ;
- Chrétiens évangéliques, 0,85 % ;
- Catholiques romains, 0,31 %.

## Démographie
En 2002, la commune comptait 9 938 Roumains (95,11 %) et 498 Tsiganes (4,76 %). On comptait à cette date 3 414 ménages et 3 292 logements.
| 2002   | 2007   |
| ------ | ------ |
| 10 448 | 10 755 |

## Économie
L'économie de la commune repose sur l'agriculture, l'élevage et les activités industrielles. De par sa proximité avec Ploiești, un certain nombre de ses habitants travaillent dans la grande ville voisine.

## Communications

### Routes
Bucov est située sur la route nationale DN1B Ploiești-Buzău et Ploiești-Urziceni.

### Voies ferrées
La gare la plus proche est celle de Ploiești-Nord.

## Lieux et monuments
- Église St Stelian de 1797.

- Valea Orlei, église St Nicolas en bois de 1396[6].

- Maison-musée de Constantin Stere.

- Festival annuel Motorrock (motos et musique).

## Personnalités
- Constantin Stere, (1865-1936), juriste, politicien, cofondateur de la revue littéraire "Viața Româneasca" dans les années 1930.